# Agon-shū
Agon-shū (japanisch 阿含宗, deutsch „Schule des Agama“) ist eine sogenannte Neue Religion in Japan, die auf den Āgama-Sutras basiert und von Seiyū Kiriyama gegründet wurde. Nach eigenen Angaben hat Agon-shū momentan über 300.000 Mitglieder.

## Geschichte
Seiyū Kiriyama (1921–2016) befürchtete ein frühes Ableben, woraufhin er bei etablierten Religionen nach Hilfe suchte, die er jedoch nicht fand. Nach Schwierigkeiten, Arbeit zu finden, und einem Gefängnisaufenthalt beschloss Kiriyama, sich umzubringen. Doch auf dem Balken, an dem er sich aufhängen wollte, fand er eine Ausgabe des Kannon-Sutras, was ihn dazu brachte, sich von seinem Vorhaben abzuwenden. Daraufhin gründete er 1954 die Gruppe Kannon-jikeikai (japanisch 観音慈恵会, deutsch „Gesellschaft der Bodhisattva Kannon“), im gleichen Jahr erhielt Kiriyama eine Laienordination in der dem esoterischen Buddhismus zugeordneten Shingon-Schule.
Seit 1970 veranstaltet Agon-shū jährlich am 11. Februar das Hoshi Matsuri (japanisch 星まつり, deutsch Sternenfest) in der Nähe Kyōtos, bei dem zwei große Feuer rituell entzündet werden. Das Fest lockt jährlich mehr als eine halbe Million Besucher an, was vermutlich auch an der exzessiven multi-medialen Werbung Agon-shūs für das Event liegt.
Er stieß während seines Studiums buddhistischer Texte auf die Āgama-Sutras, die er als einzige wirkliche Schriften des historischen Buddha ansah. Daraufhin löste er Kannon-jikeikai auf und gründete 1978 Agon-shū. Die Gruppe wurde 1981 rechtlich als religiöse Organisation anerkannt.
1986 erhielt Agon-shū vom Präsidenten von Sri Lanka eine Reliquie des historischen Buddhas, das seitdem als das Hauptobjekt der religiösen Verehrung dient.
Nachdem Seiyū Kiriyama 2016 gestorben war, wurde er von Agon-shū zum zweiten Buddha ausgerufen, und seine Reliquien werden nebst denen des historischen Buddhas verehrt.
Agon-shū verfügt über 1358 Priester (eigene Angaben von 1989), in drei Gemeinden in Japan (die als Körperschaften öffentlichen Rechts gelten), die die Gläubigen betreuen. Die Mitglieder nehmen insbesondere mit Hilfe von Massenmedien und modernen Kommunikationsmitteln am religiösen Leben teil. Darunter fallen Bereiche wie Meditationen, Lebensberatung, Ernährungskunde und weitere.